# Språktypologi
Språktypologi eller lingvistisk typologi är ett område inom lingvistiken som grupperar enskilda språk utefter deras uppbyggnad. Disciplinen eftersträvar att beskriva och förklara den språkliga variation som finns bland världens språk. Vanligen görs detta genom ett språktypologiskt urval där de drag man finner i urvalet generaliseras till hela gruppen världens språk. Man kan exempelvis titta på ordföljdsmönster, placering av adjektivattribut, placering av genitivattribut samt användandet av adpositioner.
Beroende på vilken aspekt av språken som studeras kan språktypologin indelas i olika typer.

## Morfologisk typologi
Denna typ av språktypologisk indelning efter morfologisk struktur är odelbart förknippad med August Wilhelm Schlegel och Wilhelm von Humboldt, vilka under tidigt 1800-tal började dela in språk in syntetiska språk (med undertyperna flekterande språk, agglutinerande språk och polysyntetiska språk), det vill säga språk där enskilda ord antar olika form för att visa deras grammatiska relation till andra ord i satsen, och analytiska språk, där grammatiska relationer mellan ord visas med hjälp av ordföljd och separata ord.

## Ordföljdstypologi
Med utgångspunkt från Joseph Greenbergs studier om universalier, och upptäckten att en given ordföljd i en typ av grammatisk struktur ofta åtföljdes av en motsvarande ordföljd i andra typer av strukturer ledde till indelning av språk baserat på grundordföljd, den ordning i vilken de arrangerar de tre huvudsakliga komponenterna i satsen; subjekt, predikat och objekt. I stället för predikat brukar dock verb användas, så att språken kategoriseras som SVO-språk (subjekt-verb-objekt), SOV-språk (subjekt-objekt-verb), VSO-språk (verb-subjekt-objekt) och så vidare. 
De skandinaviska språken passar dock inte helt in i denna mall, då de är så kallade V2-språk (vanligen utläst på engelska verb second), vilket innebär att verbet i påståendesatser kommer i andra position i satsen, subjektet kommer i första, om inte något adverbial inleder satsen, i vilket fall subjektet flyttas till efter verbet.

## Morfosyntaktisk typologi
Inom den morfosyntaktiska typologin indelar man språk efter hur man morfologiskt grupperar olika syntaktiska funktioner i satsen. Jämför ergativa språk och ackusativa språk.

## Fonologisk typologi
Utifrån fonologiska kriterier kan man indela språk i tonspråk, ordaccentspråk, monosyllabiska språk med mera.

## Arealtypologi
Medan intresset i klassisk språktypologi är att klassificera språk utefter deras strukturella och funktionella drag, är intresset i arealtypologi att undersöka hur sådana drag sprids på grund av kontakt mellan talare av olika språk. 
Vanliga orsaker bakom ytliga likheter i olika språk är släktskap (det vill säga gemensamt genetiskt ursprung), universalier och ren slump. Likheter mellan andra språk betingas av deras närbelägenhet, kontakt och tvåspråkighet, vilket bidrar till en geografisk spridning av särskilda språkdrag. Sådana drag kallas areala, och kan vara av olika lingvistisk art, såsom: lexikal, där ord lånas från ett språk in i ett annat; fonologisk, där språkljud eller villkorlig ljudmässig inverkan på det talade språket förs över från ett språk till ett annat; eller syntaktisk, där hela grammatiska konstruktioner och funktioner träder från ett språk in i ett annat.